# Festuca frederikseniae
Festuca frederikseniae är en gräsart som beskrevs av Evgenii Borisovich Alexeev. Festuca frederikseniae ingår i släktet svinglar, och familjen gräs. Inga underarter finns listade i Catalogue of Life.